# 원 트루 씽
《원 트루 씽》(영어: One True Thing)은 미국에서 제작된 칼 프랭클린 감독의 1998년 드라마 영화이다. 애나 퀸들런의 동명 소설이 원작이며, 퀸들런은 1972년 19살 때 어머니를 난소암으로 잃은 경험이 있다. 메릴 스트리프, 러네이 젤위거, 윌리엄 허트, 톰 에버렛 스콧 등이 출연하였고, 제시 비턴 등이 제작에 참여하였다.
평단으로부터 대체로 호평을 받았다.

## 줄거리
뉴욕지에서 일하는 언론인 엘런은 아버지 조지의 요청에 따라 암에 걸린 어머니 케이트를 돌보기 위해 뉴욕 집으로 돌아와 그간 알지 못했던 부모님의 비밀을 알게 되고 케이트의 삶을 새롭게 이해하게 된다.

## 출연진
- 메릴 스트리프
- 러네이 젤위거
- 윌리엄 허트
- 톰 에버렛 스콧
- 로런 그레이엄
- 니키 캣
- 제임스 엑하우스
- 게릿 그레이엄
- 패트릭 브린
- 줄리앤 니컬슨
- 다이애나 커노바

## 기타 제작진
- 배역: 리처드 퍼가노
- 미술: 폴 피터스
- 의상: 도나 저카우스카